# Taxi 5
Taxi 5 – francuska komedia akcji z 2018 roku. Piąta część serii filmowej Taxi i bezpośrednia kontynuacja filmu Taxi 4 z 2007 roku.

## Fabuła
Sylvain Maro (Franck Gastambide), inspektor paryskiej policji, zostaje przeniesiony do Marsylii. Na miejscu jego głównym zadaniem staje się rozbicie włoskiego gangu, którego członkowie dokonują śmiałych napadów, posługując się szybkimi samochodami marki Ferrari. Maro zdaje sobie sprawę, że policyjne radiowozy są zbyt wolne, by doścignąć przestępców. Rozwiązaniem okazuje się legendarna taksówka oraz informacja o przygodach Daniela i Emiliena (znanych z poprzednich części serii filmowej). 

## Obsada
- Franck Gastambide − Sylvain Marot[1]
- Malik Bentalha − Eddy Maklouf[2]
- Bernard Farcy − Gilbert
- Salvatore Esposito − Toni Dog
- Edouard Montoute − Alain Trésor
- Sabrina Ouazani − Samia
- Sand Van Roy − Sandy
- Anouar Toubali − Michel Petrucciani
- Monsieur Poulpe − Ménard
- Sissi Duparc − Sandrine Brossard
- Ramzy Bedia − Rachid
- Moussa Maaskri − Lopez
- Soprano − Baba
- Elise Larnicol − Minister Ekologii
- François Levantal − Komisarz Morzini